# Juliaetta
Juliaetta es una ciudad ubicada en el condado de Latah en el estado estadounidense de Idaho. En el año 2010 tenía una población de 579 habitantes y una densidad poblacional de 321,67 personas por km².

## Geografía
Juliaetta se encuentra ubicado en las coordenadas 46°34′40″N 116°42′28″O / 46.57778, -116.70778. Según la Oficina del Censo, la localidad tiene un área total de 1,8 km² (0,7 mi²), de la cual 1,8 km² (0,7 mi²) es tierra y 0 km² (0 mi²) (0.0%) es agua.

## Demografía
En el 2000 la renta per cápita promedia del hogar era de $33,295, y el ingreso promedio para una familia era de $39,250. En 2000 los hombres tenían un ingreso per cápita de $31,875 contra $18,594 para las mujeres. El ingreso per cápita para la localidad era de $14,606. Alrededor del 12.3% de la población estaba bajo el umbral de pobreza nacional.